# SS Pittsburgh (1922)
SS Pittsburgh byl parník stavěný od roku 1913 původně pro American Line v loděnicích Harland & Wolff v Belfastu. Po vypuknutí první světové války musela být stavba pozastavena a parník byl dokončen až v roce 1922. Na vodu byl spuštěn 11. listopadu 1920 a 25. května 1922 byl dokončen v barvách White Star Line. Ještě před jeho dokončením společnost American Line odkoupilo rejdařství Red Star Line, které patří stejně jako White Star Line do sdružení International Mercantile Marine (IMM). Právě v IMM se rozhodlo, že Pittsburgh bude patřit White Star Line.
6. června 1922 se vydal na svou první plavbu z Liverpoolu do Bostonu, ale poté jezdil pravidelně do stejného města z Hamburku a Brém. V listopadu 1922 zachránil cestující z potápějící se italské nákladní lodi Monte Grappa.
V lednu 1925 byl postoupen Red Star Line, pod kterou poprvé vyplul 20. ledna z Antverp přes Southampton do New Yorku. V únoru 1926 byl přejmenován na Pennland a pod novým jménem vyplul poprvé 18. února. V roce 1935 byl prodán Arnoldu Bernsteinovi a poté opět v roce 1939 společnosti Holland America Line. Po celou dobu sloužil na stejné trase. V květnu 1940 po vypuknutí druhé světové války byl pronajat vládě a stala se z něj loď pro transport jednotek. 25. dubna 1941 podlehl leteckému bombardování a potopil se v zálivu u Athén.